# Mind is blown
Mind is blown is een lied van de Nederlandse boyband MainStreet. Het werd in 2013 als single uitgebracht en stond in hetzelfde jaar als eerste track op het album Breaking the rules.

## Achtergrond
Mind is blown is geschreven door Ben Camp, Sam Shrieve en Joren van der Voort en geproduceerd door Future Presidents. Het is een nummer dat past in de genres nederpop en teen pop. In het lied zingen de artiesten in zowel het Nederlands als het Engels over een mooie dame waar de liedverteller spontaan verliefd op wordt. Op de B-kant van de single is een karaoke versie van het lied te vinden.

## Hitnoteringen
De boyband had succes met het lied in de hitlijsten van Nederland. Het piekte op de achtste plaats van de Single Top 100 en stond negen weken in deze hitlijst. In de Nederlandse Top 40 kwam het tot de dertigste plaats in de drie weken dat het er in te vinden was.